# Romania submersa

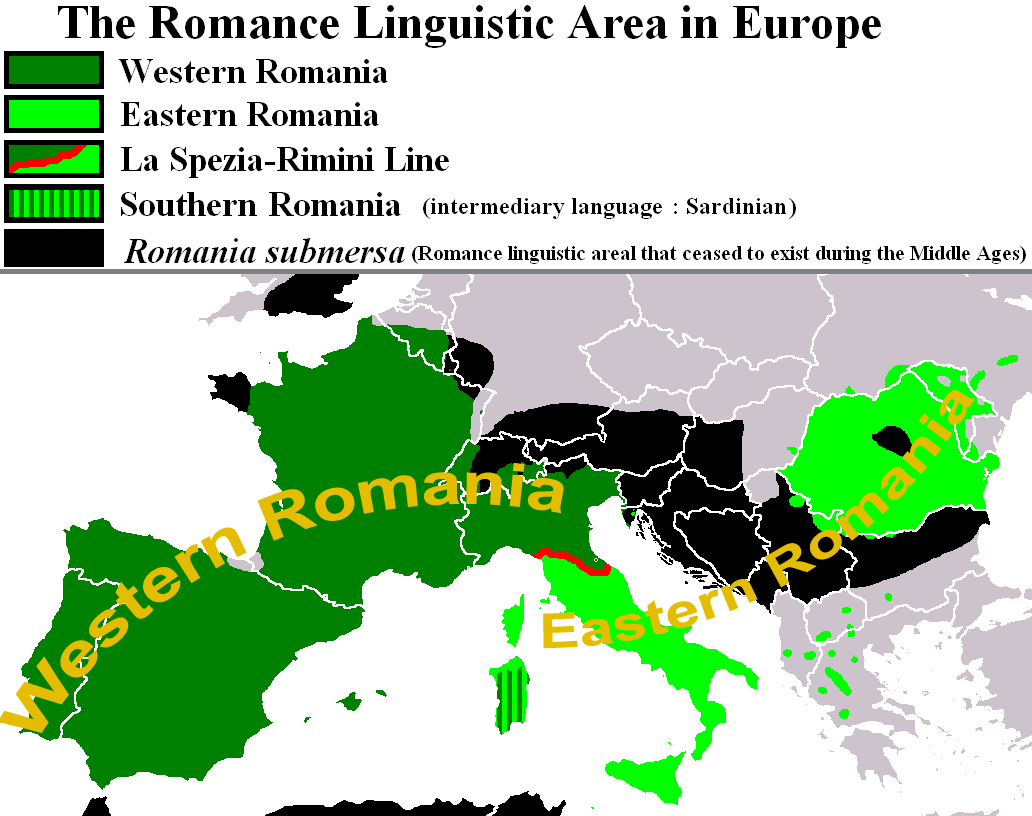
Romania submersa, em cor preta

Romania submersa é um termo latino que, simplificando, inclui todos os territórios do Império Romano onde o processo de romanização não foi suficientemente forte para originar ou conservar uma língua românica.
O termo abrange também os territórios em que se evoluiu uma língua românica que foi substituída por outro idioma não românico durante a Idade Média. Em regiões anteriormente pertencentes ao império, como norte da África e áreas da Europa central e oriental, o latim foi substituído pelo árabe, línguas germânicas e línguas eslavas.
Como exemplos de territórios da Romania submersa, pode-se mencionar as seguintes províncias romanas:
- África Proconsular;
- Britânia;
- Germânia (áreas da Germânia Inferior e Superior);
- Panônia.